# Дімекень
Дімекень, Дімекені (рум. Dimăcheni) — село у повіті Ботошані в Румунії. Входить до складу комуни Дімекень.
Село розташоване на відстані 387 км на північ від Бухареста, 20 км на північний захід від Ботошань, 114 км на північний захід від Ясс.

## Населення
За даними перепису населення 2002 року у селі проживали 1092 особи, усі — румуни. Усі жителі села рідною мовою назвали румунську.